# Bubihe
Bubihe är ett periodiskt vattendrag i Burundi.   Det ligger i provinsen Ruyigi, i den centrala delen av landet, 100 kilometer öster om huvudstaden Bujumbura.
I omgivningarna runt Bubihe växer huvudsakligen savannskog. Runt Bubihe är det ganska tätbefolkat, med 172 invånare per kvadratkilometer.